# Prawybory Platformy Obywatelskiej (2019)

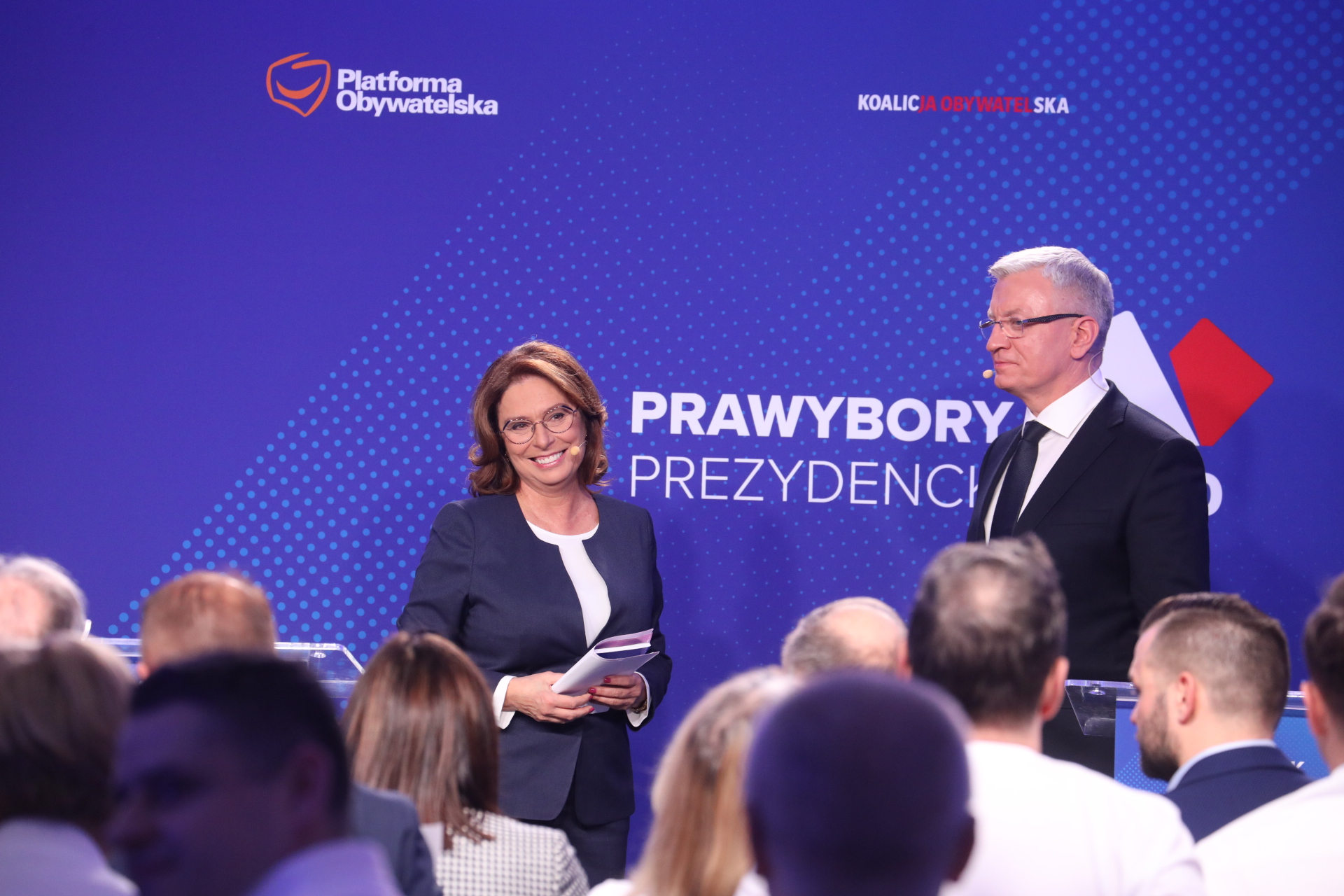
Małgorzata Kidawa-Błońska i Jacek Jaśkowiak w czasie debaty odbytej tydzień przed prawyborami

Prawybory Platformy Obywatelskiej w 2019 roku – prawybory, w wyniku których członkowie Platformy Obywatelskiej wyłonili kandydata swojej partii na wybory prezydenckie w Polsce w 2020 (mające odbyć się w maju). Na start w prawyborach zdecydowało się dwoje polityków – Małgorzata Kidawa-Błońska (ówczesna wicemarszałek Sejmu) i Jacek Jaśkowiak (wówczas prezydent Poznania).
W głosowaniu, które odbyło się 14 grudnia na specjalnej konwencji, wzięło udział 480 członków Platformy Obywatelskiej. Oddano 475 głosów ważnych. Zwyciężczynią prawyborów została Małgorzata Kidawa-Błońska, która zdobyła w nich 73,4% głosów, przy 26,6% głosów oddanych na Jacka Jaśkowiaka.

## Kandydaci
|  | Małgorzata Kidawa-Błońska | 62 | wyższe socjologiczne (mgr) |
|  | Jacek Jaśkowiak           | 55 | wyższe prawnicze (mgr)     |